# Filipijnse pitta
De Filipijnse pitta (Erythropitta erythrogaster ook wel Pitta erythrogaster ) is een vogelsoort uit de familie van pitta's (Pittidae). 

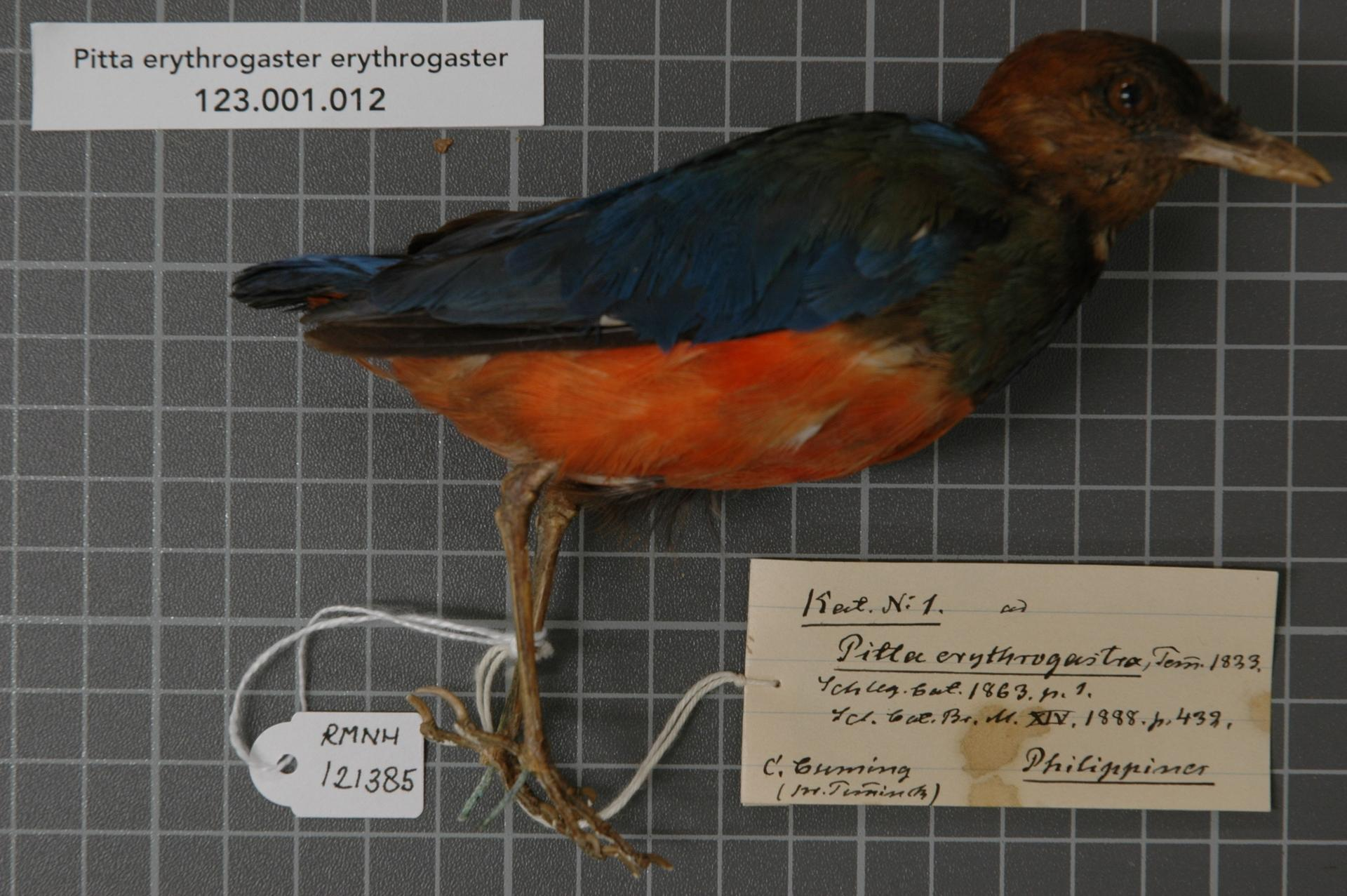
Balg van Filipijnse pitta uit collectie van Temminck uit 1823

## Kenmerken
De Filipijnse pitta is 16 tot 18 cm lang met een roodbruine kop en kaneelkleurige "wangen". De rug is groen, overgaand in blauw, de vleugels en de stuit zijn blauw, de vleugelpennen zijn zwart met blauwe randen. Deze pitta heeft een bruine keel, geleidelijk overgaand via donkerbruin in een zwarte dunne borstband, daaronder een bredere blauwe borstband die op de flanken groen kleurt. Onder de blauwe borstband is de buik helderrood gekleurd.
Er waren meer dan 25 ondersoorten. Op de IOC World Bird List (versie 6.3) zijn de meeste van deze 25 ondersoorten opgesplitst in negen aparte soorten en 18 ondersoorten. Deze soorten en ondersoorten verschillen in de tinten bruin op de kop en de mate van kleuring en de afwisseling van de kleuren blauw en groen op de rug en de vleugels.

## Leefwijze
Hoewel de dieren kunnen vliegen, geven ze er doorgaans de voorkeur aan om op de grond te blijven. Hun voedsel vinden ze op bosbodem en bestaat uit insecten en slakjes.

## Verspreiding en leefgebied
De Filipijnse pitta komt voor op de Filipijnen en enkele Indonesische eilanden en telt vijf ondersoorten:
- E. e. erythrogaster: Filipijnen (behalve Palawan).
- E. e. propinqua: Palawan en Balabac (westelijke Filipijnen).
- E. e. yairocho Sulu-eilanden (zuidwestelijk in de Filipijnen)
- E. e. inspectula: Talaudeilanden (noordwestelijk van Sulawesi)
- E. e. thompsoni: Culion en Calauit (noordelijk van Palawan)

## Status
De grootte van de populatie is niet gekwantificeerd maar de soort wordt omschreven als plaatselijk algemeen op Luzon maar schaars op andere eilanden. Op de Rode lijst van de IUCN heeft deze soort de status niet bedreigd.